# Een Ander Joods Geluid
Een Ander Joods Geluid, kurz EAJG; zu deutsch: „Eine andere jüdische Stimme“, ist eine israelkritische Vereinigung (Stichting) in den Niederlanden. Sie gehört zur Föderation European Jews for a Just Peace.
Ausweislich ihrer Beschreibung ist die Stiftung ausgerichtet, „eine öffentliche Debatte und kritische Meinungsbildung zu Israel und den besetzten palästinensischen Gebieten zu unterstützen, ohne das Existenzrecht Israels in Frage zu stellen“ sowie „das Tabu zu brechen, wonach Juden wie auch Nichtjuden Kritik an Israel üben dürfen, ohne als antiisraelisch abgestempelt zu werden“. Es sollen „Friedensinitiativen unterstützt werden, deren Ausgangspunkt die allgemein anerkannten Prinzipien von Gleichheit, Toleranz und Menschlichkeit sind, wie sie in der Allgemeinen Erklärung der Menschheit formuliert sind.“

## Anfänge
Een Ander Joods Geluid trat erstmals im Oktober 2000 mit verschiedenen, von Unterstützern dieser Idee geschalteten Anzeigen in niederländischen Zeitungen auf, darunter im Nieuw Israëlietisch Weekblad. Die Stiftung wurde schließlich im Mai 2001 von Anneke Jos Mouthaan (gestorben 2016) und dem Fernsehmacher Harry de Winter (* 1949) ins Leben gerufen. Von Beginn an wurde eine Zusammenarbeit mit Steuncomité Israëlische Vredes- en Mensenrechtenorganisaties (SIVMO), welche 1994 ebenfalls von Mouthan gegründet wurde, und „gate48“, einer Plattform kritischer Israelis in den Niederlanden, angestrebt.

## Ziele
Die EAJG entstand „aus Unzufriedenheit mit der Art und Weise, wie Debatten und Meinungsbildung über Israel in jüdischen Kreisen stattfinden“. So würde jede Kritik am Staat Israel und seinen Handlungen als „gegen Israel“ gerichtet verstanden, sodass eine freie Debatte verhindert wird.
Die Ziele sind:
- Förderung der öffentlichen Debatte und kritischen Meinung über Israel und die besetzten Gebiete.
- das Tabu zu brechen, dass Juden annehmen, sie sollten den Staat Israel nicht kritisieren und sollen dies auch nicht von anderen akzeptieren.
- Friedensinitiativen zu unterstützen in Solidarität mit dem Schicksal und Überleben Israels. Ausgangspunkt sind die allgemein anerkannten Prinzipien der Gleichheit, Toleranz und Menschlichkeit, wie sie in der Allgemeinen Erklärung der Menschenrechte verankert sind. Damit soll ein dauerhafter Frieden im Nahen Osten ohne Unterdrückung und/oder Diskriminierung von jeder Seite und in welcher Form auch immer erreicht werden.

Die Stiftung will weiter an einem „anderen Israel“ arbeiten, das unter anderem die internationale Rechtsordnung und die universellen Menschenrechte respektiert, seine Besatzerrolle beendet und seine Bewohner sowohl rechtlich als auch politisch als gleichberechtigte Bürger behandelt, ohne nach Religion und Herkunft oder Herkunft zu unterscheiden. EAJG veröffentlicht Faktenbilder, verschafft sich in den Medien Gehör und führt Kampagnen durch. Beispiele solcher Kampagnen finden sich in Bekundungen zur Anerkennung eines palästinensischen Staates bei den Vereinten Nationen sowie eine Kampagne zu palästinensischen Kinderrechten im Rahmen der niederländischen Koalition für palästinensische Kinder in israelischer Gefangenschaft.
Die Idee hinter der Gründung ist, dass grundsätzliche Kritik am Staat Israel durch Juden möglich sein muss. Der Vorsitzende der EAJG Jaap Hamburger nennt hier eine fehlgeleitete Identifikation der Juden mit Israel.

## Kritik
Die Stiftung wird innerhalb der niederländischen jüdischen Gemeinde oft kritisiert. Laut den eher pro-israelisch gesinnten Juden würde die Stiftung den jüdischen Selbsthass fördern, Gegner mit Munition versorgen und die jüdische Einheit beeinträchtigen.
In einer Kolumne beschäftigte sich der frühere Politiker und ehemaliges Mitglied der Zweiten Kammer der Generalstaaten Harry van den Bergh (PvdA) mit dem bei EAJG und seinem Vorsitzenden Jaap Hamburger fehlenden Willen gleichzeitig aktiv gegen Antisemitismus vorzugehen. Stattdessen suche man nur Kritikpunkte an Israel auch ohne Relevanz.

## Leitung
Die Stiftung wird geleitet von Jaap Hamburger (* 1950). Im Ehrenvorstand sitzen zudem die Feministin und LGBT-Aktivistin Marjan Sax (* 1947), der Fernsehmacher Felix Rottenberg (* 1957), die Fernsehmoderatorin Dieuwertje Blok (1957–2025) und die Feministin und ehemalige Staatssekretärin Hedy d’Ancona (* 1937). Alle Genannten sind Juden oder haben eine jüdische Familiengeschichte.